# Sistema de Ingreso a la Educación Superior
El Sistema de Ingreso a la Educación Superior (SIES) fue una prueba que iba a ser usada en Chile para permitir a las universidades elegir a sus alumnos de acuerdo a sus resultados. Surgió del mandato establecido en la ley 20.129, lo que reemplazaría a la antigua Prueba de Aptitud Académica (PAA).
No se pudo aplicar en los años 2002 ni 2003. En estos años surgieron varias dificultades y críticas con esta prueba, por lo que se decidió cambiar la PAA por la Prueba de Selección Universitaria (PSU), prueba que se parece más a una prueba de conocimientos específicos (en oposición a la PAA). El SIES quedó postergado de manera indefinida,
El SIES planteaba varias respuestas correctas en vez de una, pero unas más correctas que otras. De esta forma, la respuesta más correcta tendría el puntaje máximo (5 puntos) y la menos correcta el mínimo (1 punto).

## Críticas
Surgieron muchas críticas a esta prueba, entre otras cosas porque se penalizaba el contestar una respuesta que no era la más correcta, y porque no existían mayores ensayos, en general los ejemplos de las preguntas que se divulgaron se podía tener el máximo puntaje contestando la respuesta más larga, lo que demostraba que la prueba no estaba lista. Además se inició una fuerte discusión, porque contestar una pregunta que tenga "casi" todo correcto pero algo errado, otorgaba puntos, por lo que se estaría dando puntos por una respuesta incorrecta.
También fue criticado el hecho de que supuestamente se podían contestar algunas preguntas sin leer el enunciado.